# Cláudio Amorim Goulart de Andrade
Cláudio Amorim Goulart de Andrade (Maceió, 5 de agosto de 1899 – 26 de julho de 1981) foi um médico brasileiro.
Doutorado pela Faculdade Nacional de Medicina do Rio de Janeiro em 1924, defendendo a tese “Da rotação interna da cabeça”. Foi eleito membro da Academia Nacional de Medicina em 1940, ocupando a Cadeira 67, que tem Fernando Magalhães como patrono.